# Pleasant View (Tennessee)
Pleasant View is een plaats (city) in de Amerikaanse staat Tennessee, en valt bestuurlijk gezien onder Cheatham County.

## Demografie
Bij de volkstelling in 2000 werd het aantal inwoners vastgesteld op 2934.
In 2006 is het aantal inwoners door het United States Census Bureau geschat op 3701, een stijging van 767 (26,1%).

## Geografie
Volgens het United States Census Bureau beslaat de plaats een oppervlakte van
32,5 km², geheel bestaande uit land. Pleasant View ligt op ongeveer 221 m boven zeeniveau.

## Plaatsen in de nabije omgeving
De onderstaande figuur toont nabijgelegen plaatsen in een straal van 24 km rond Pleasant View.